# Lisbeth Østergaard
Lisbeth Andersine Østergaard (* 5. Juni 1980 in Herning, Dänemark) ist eine dänische Radio- und Fernsehmoderatorin.

## Leben
Lisbeth Østergaard begann ihre Karriere 1996 im Alter von 16 Jahren bei Radio Silkeborg. Anschließend arbeitete sie bei Radio Colombo und The Voice in Aarhus sowie schließlich in Kopenhagen bei DR P3. Seit dem 12. Mai 2007, als sie als Moderatorin für Djævleræs auf TV 2 Zulu auftrat, ist sie auch als Fernsehmoderatorin tätig. Seit 2010 ist sie im Morgenprogramm von TV 2 zu sehen, ursprünglich für Go' Sommer Danmark und nach Umstrukturierung der Show für GO' Morgen Danmark.
Østergaard war lange Zeit mit dem Komiker und Zauberer Rune Klan liiert. Von 2010 bis 2013 führte sie eine Ehe mit Marc Fraenkel. Seit März 2015 hat sie gemeinsam mit ihrem Lebenspartner Rolf Christensen ein gemeinsames Kind.